# Opština Sombor

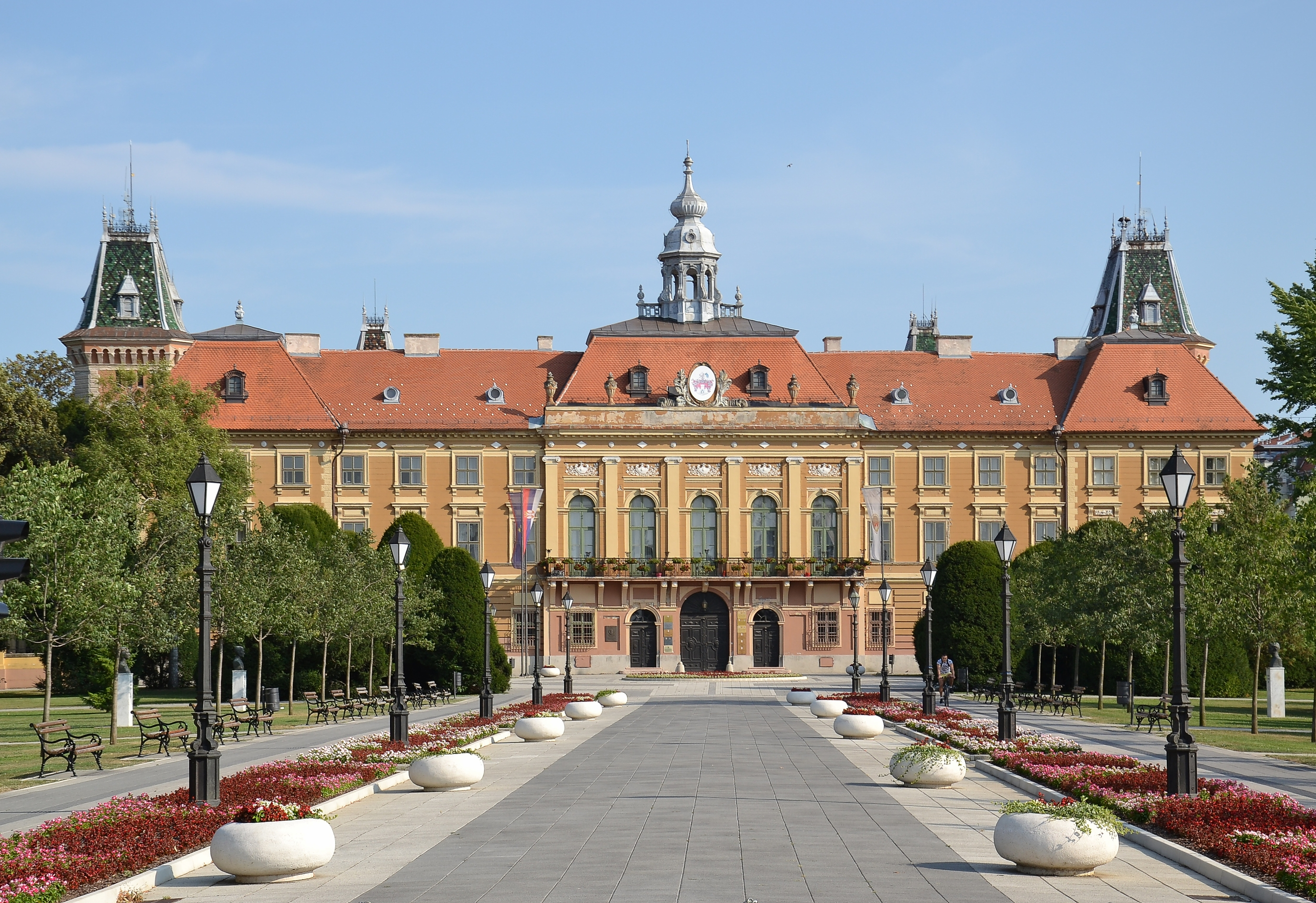
Rathaus in Sombor

Sombor (serbisch-kyrillisch Сомбор) ist eine Gemeinde (serb. opština) im serbischen Bezirk Zapadna Bačka (Westliche Batschka) in der Vojvodina. Der Hauptort der Gemeinde ist Sombor.

## Ortsteile
Neben der eigentlichen Stadt umfasst die Gemeinde Sombor noch 15 weitere Orte im Umland. Die Gesamteinwohnerzahl beträgt etwa 97.300 (2002). Folgende Ortschaften gehören zur Gemeinde:
- Aleksa Šantić
- Bački Breg
- Bački Monoštor
- Bezdan
- Čonoplja
- Doroslovo
- Gakovo
- Kljajićevo
- Kolut
- Rastina
- Riđica
- Sombor
- Stanišić
- Svetozar Miletić
- Stapar
- Telečka

## Bevölkerung
Die Zusammensetzung der Bevölkerung der Gemeinde Sombor ist wie folgt (Selbstbezeichnung, 2002):
- Serben: 61,48 %
- Ungarn: 12,73 %
- Kroaten: 8,33 %
- Jugoslawen: 5,24 %
- Bunjewatzen: 2,81 %

## Söhne und Töchter der Gemeinde
- Andreas Urteil (* 1933 in Gakovo; † 1963 in Wien), österreichischer Bildhauer